# Корлага (Маса-Карара)
Корлага је насеље у Италији у округу Маса-Карара, региону Тоскана.
Према процени из 2011. у насељу је живело 92 становника. Насеље се налази на надморској висини од 362 м.